# Grand Prix Hassan II 2016
Grand Prix Hassan II 2016 — тенісний турнір, що проходив на ґрунтових кортах у місті Марракеш, Марокко з 4 квітня. Належав до категорії ATP World Tour 250.

## Фінальна частина

### Одиночний розряд
Федеріко Дельбоніс —  Борна Чорич 6–2, 6–4

### Парний розряд
Гільєрмо Дюран /  Максімо Гонсалес —  Марін Драганя /  Айсам-уль-Хак Куреші 6–2, 3–6, [10–6]